# Вечните войни на еднорога
„Вечните войни на еднорога“ (на английски: Unicorn: Warriors Eternal) е американски анимационен минисериал, създаден от Генди Тартаковски. Стартира на 5 май 2023 г. по нощния блок на Cartoon Network Adult Swim в САЩ. Продуциран е от Cartoon Network Studios и анимиран от студио „La Cachette“ във Франция и студио „Змей“ в България.

## Сюжет
Сериалът проследява екип от древни герои, които предпазват света от зловеща сила в продължение на милиони години. Когато едно от пробужданията на героите се случва твърде рано, те се озовават в телата на тийнейджъри, поради което губят спомените от миналото си, както части от силите си. Те ще трябва да намерят начин как отново да защитят света от преобладаващия мрак.

## „Вечните войни на еднорога“ в България
В България сериалът стартира на 5 май 2023 г. в стрийминг платформата HBO Max, преведен като „Орденът на еднорога“.
| Преводач и субтитри | Калин Стоянов     |
| Обработка           | Доли Медия Студио |